# Stanfold
Stanfold – miasto w Stanach Zjednoczonych, w stanie Wisconsin, w hrabstwie Barron.